# Bengt Romare

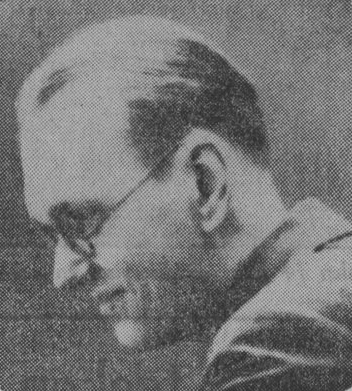
Bengt Romare

Bengt Erik Paulus Romare, född 7 oktober 1902 i Stockholm, död 13 november 1968 i Stockholm, var en svensk arkitekt.

## Liv och verk

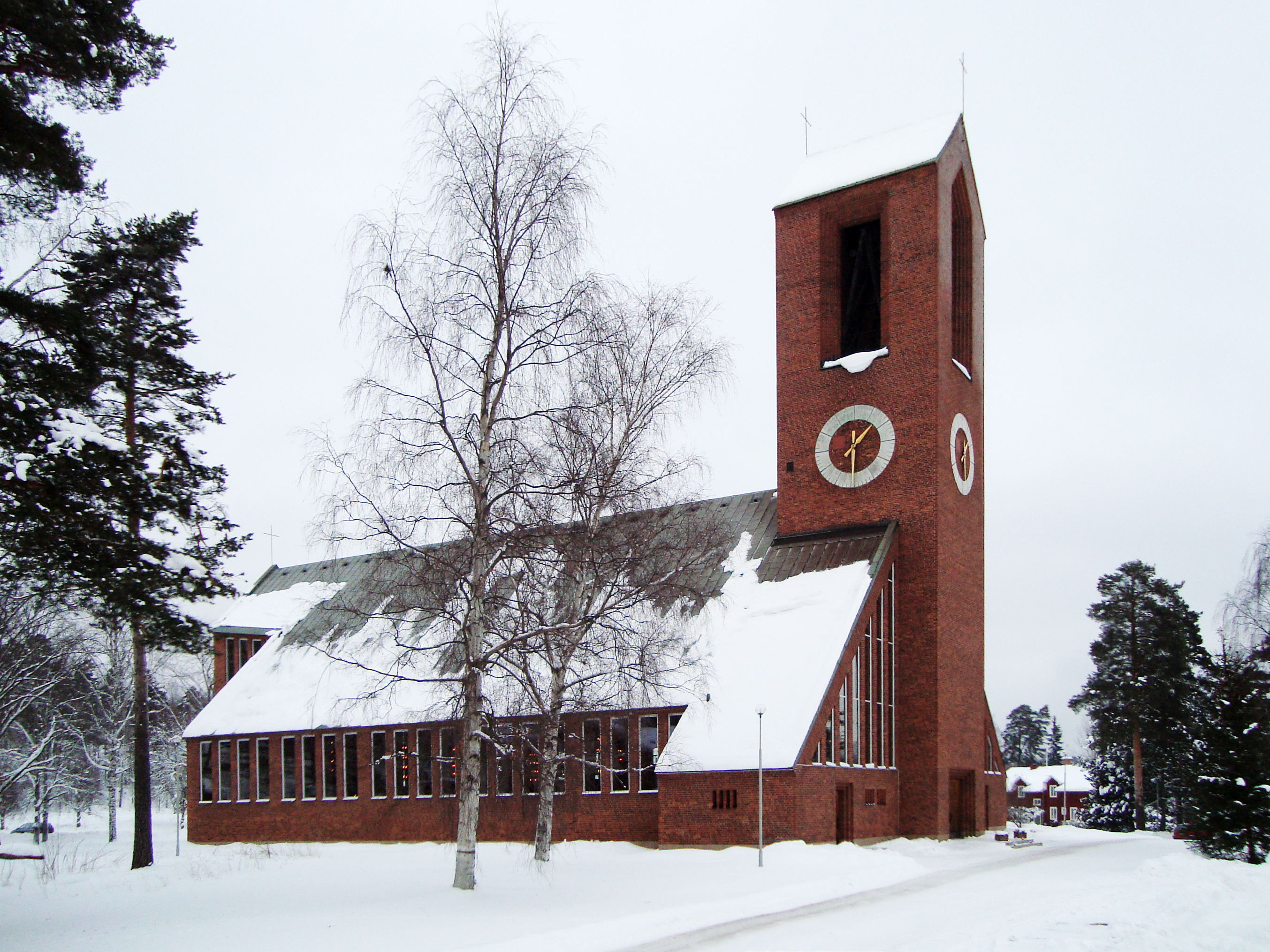
Hofors kyrka

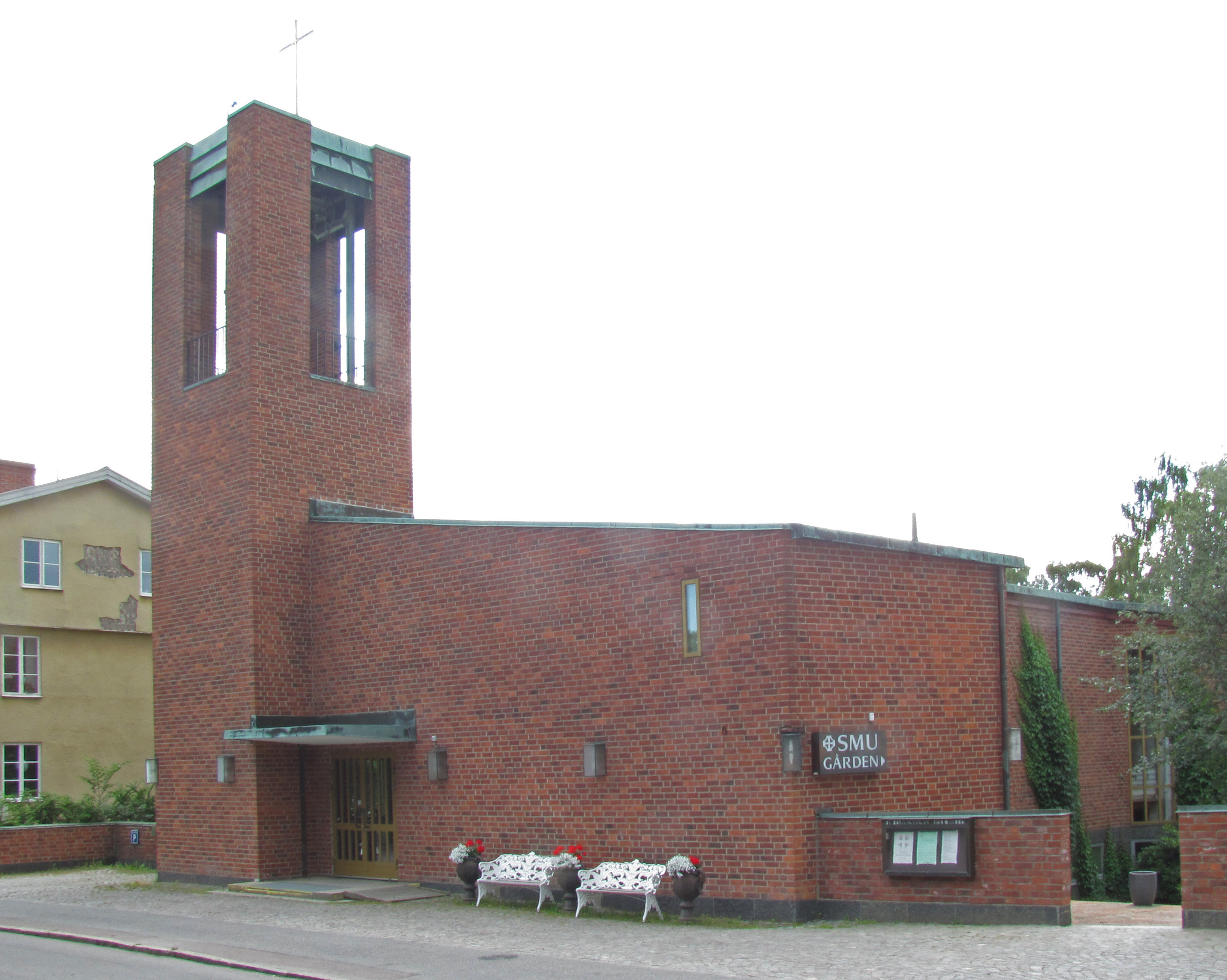
St Eskilskyrkan

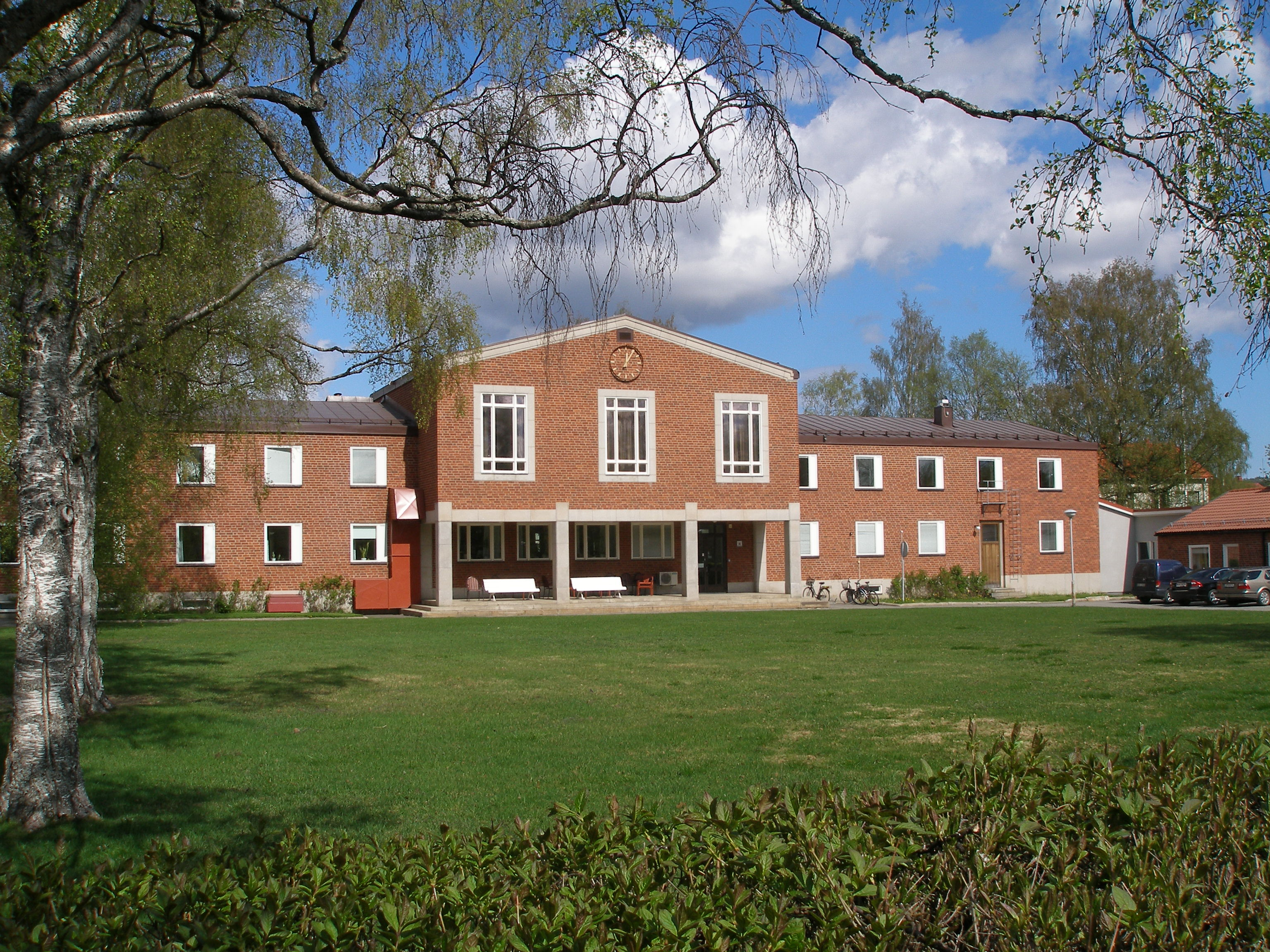
Tingsrätten i Skellefteå

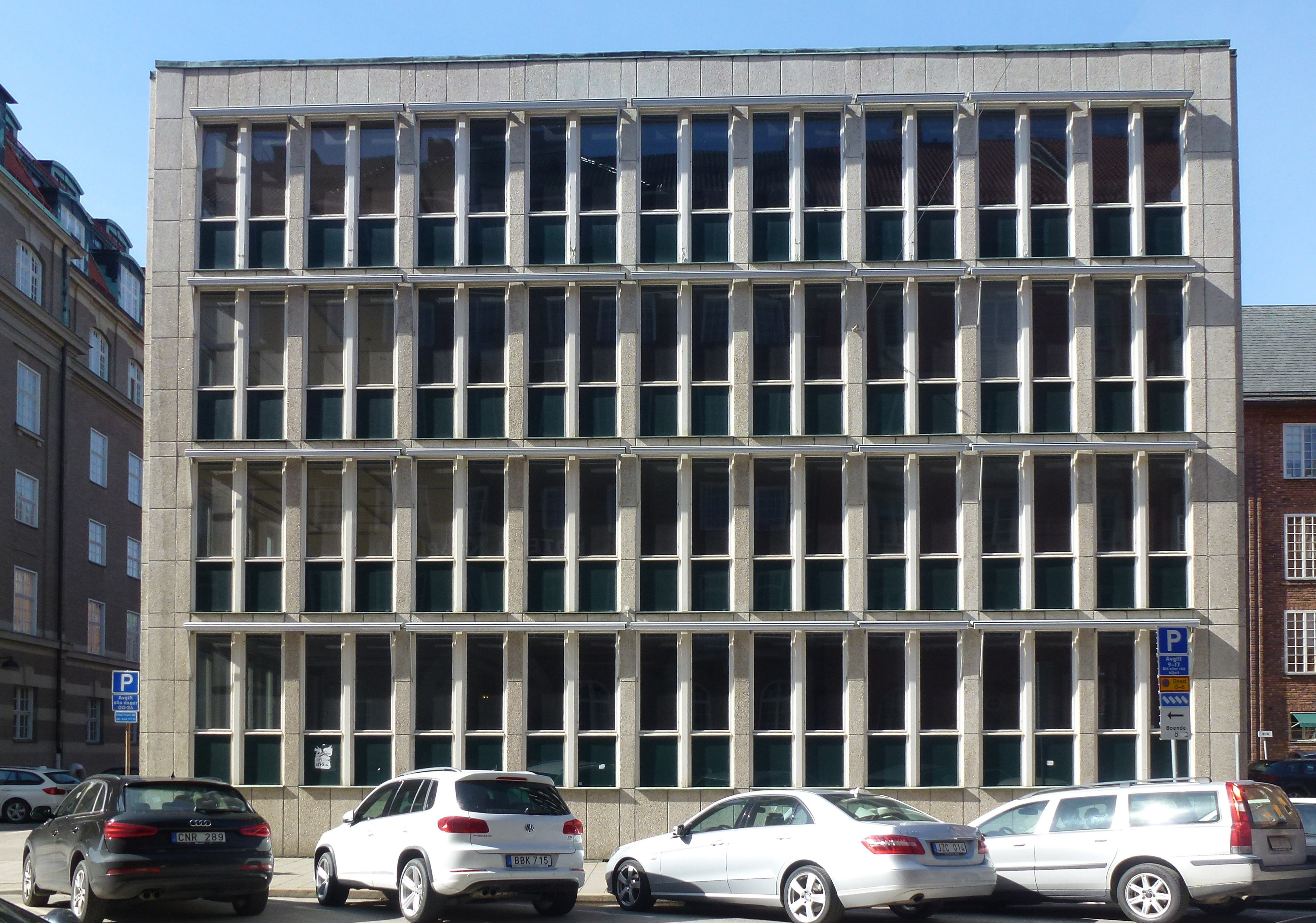
Patent- och Registreringsverkets annex

Romare tog studentexamen vid Norra latinläroverket i Stockholm 1920 och fortsatte studierna vid Kungliga tekniska högskolan 1921–1925. 
Han var anställd hos Lars Israel Wahlman 1926–1927, hos Hakon Ahlberg 1928 och hos arkitekt Sven Ivar Lind i Paris, 1928–1930. Han drev egen arkitektverksamhet från 1931 och från 1934 tillsammans med Georg Scherman. Romare var Tjänstgörande arkitekt utom stat vid Byggnadsstyrelsen från 1933 och verkade som stadsarkitekt i Sigtuna 1942.
Han ritade betydande institutioner och kyrkobyggnader kring mitten av 1900-talet i en stil som ofta sökte historisk inspiration men som var mer stramt klacissistisk eller modernistisk än Nationalromantikens. Kännetecknade för många av hans byggnader var mörkt tegel, rött eller rödbrunt, ibland som ifråga om Abrahamsbergskyrkan eller Burträsks kyrka delvis vitputsat. Genombrottsverket blev Historiska museet, där det första förslaget i samarbete med Georg Scherman kom till redan 1930. Byggnaderna uppfördes från 1934 till 1939 och den sista modifierade ritningen kom till 1936. 
Nästa stora projekt blev Västerbottens museum 1943, och senare även de stora tegelkyrkorna i Burträsk 1949 och Hofors 1962. De sistnämnda kyrkobyggnaderna tar upp medeltida förebilder på olika sätt. Burträsks kyrka har proportionerna och valvformerna hos en medeltida landskyrka men i dubbel storlek. Stjärnvalv och kryssvalv enkla och dubbla finns i mittskeppet och i korsarmarna. Kyrkan är 40 meter lång och mittskeppet är 18 meter brett och högsta valvhöjden är 13 meter. Tretalet är genomgående här. Tre portar leder in till kyrkan och korsarmarna har tre fönster vardera i likhet med till exempel Engelbrektskyrkan. Kormålningen av Lennart Segerstråle är också innefattad i tre fält av samma form och storlek som korsarmarnas fönster. 
Hofors kyrka är mer modernistisk och tar upp gotikens höjdsträvanden i en fri form och kombinerar detta med en absid. Även här går tretalet igen i portarna in till kyrkan. Den mindre Abrahamsbergskyrkan 1955 är vitputsad, medan Skellefteå tingsrätt 1955 tar fasta på teglets möjligheter till gestaltning av fasader. Senare kom Bengt Romare att arbeta med olika kyrkorestaureringar under 1950 och 60-talet, inte minst i trä. Råneå kyrka och Gellivare kyrka är exempel på detta.
Bengt Romare är begravd på Norra begravningsplatsen utanför Stockholm.

## Verk i urval
- Historiska museet  ritningar 1930–1936 uppfört 1934–1939
- Västerbottens museum 1943
- Burträsks kyrka 1949
- Abrahamsbergskyrkan 1955
- Skellefteå tingsrätt 1955–1957
- Två paviljonger (annex) till Patent- och Registreringsverkets byggnad, Valhallavägen 136, Stockholm, 1960–1961, tillsammans med Georg Scherman
- S:t Olovsgården Köping, Församlingshem Köping kv. Balder 14 1961
- S:t Eskilskyrkan, Eskilstuna 1961 [1]
- Hofors kyrka 1962